# Ágasegyháza
Ágasegyháza là một thị trấn thuộc hạt Bács-Kiskun, Hungary. Thị trấn này có diện tích 55,87 km², dân số năm 2010 là 1934 người, mật độ 35 người/km².